# East Northamptonshire
East Northamptonshire – dawny dystrykt niemetropolitalny w hrabstwie Northamptonshire w Anglii, istniejący w latach 1974–2021. W 2011 roku dystrykt liczył 86 765 mieszkańców.

## Miasta
- Higham Ferrers
- Irthlingborough
- Oundle
- Raunds
- Rushden
- Thrapston

## Inne miejscowości
Achurch, Apethorpe, Armston, Ashton, Barnwell, Benefield, Blatherwycke, Brigstock, Bulwick, Caldecott, Chelveston, Clopton, Collyweston, Cotterstock, Deene, Deenethorpe, Denford, Easton on the Hill, Fotheringhay, Glapthorn, Great Addington, Hargrave, Harringworth, Hemington, Islip, King’s Cliffe, Laxton, Little Addington, Lower Benefield, Lowick, Luddington in the Brook, Lutton, Nassington, Newton Bromswold, Pilton, Polebrook, Ringstead, Slipton, Southwick, Stanwick, Stoke Doyle, Sudborough, Tansor, Thorpe Waterville, Thurning, Titchmarsh, Twywell, Upper Benefield, Wadenhoe, Wakerley, Warmington, Wigsthorpe, Woodford, Woodnewton, Woodwell, Yarwell.